# بوطاليا أنيقة
بوطاليا أنيقة (الاسم العلمي:Potalia elegans) هي نوع من النباتات يتبع جنس البوطاليا من الفصيلة الجنطيانية.